# Rezerwat przyrody Lubiatowskie Uroczyska
Lubiatowskie Uroczyska – rezerwat przyrody w województwie lubuskim, w powiecie strzelecko-drezdeneckim, w gminie Drezdenko.
- dokument powołujący – rozporządzenie Nr 6 Wojewody Lubuskiego z dnia 14 marca 2000 r.[1]
- położenie – gmina Drezdenko, nadleśnictwo Karwin (leśnictwo Wilcze Doły, obręb Rąpin), około 3 km na południowy wschód od miejscowości Gościm.
- przedmiot ochrony – jezioro Lubiatówko z przylegającymi lasami (skarpy nabrzeżne, źródliska), biotopy ptactwa wodno-błotnego i drapieżnego.
- powierzchnia – 188,42 ha[1]

Stwierdzono tu obecność 238 gatunków roślin zarodnikowych i naczyniowych, zgrupowanych w 16 zespołach roślinnych oraz 131 przedstawicieli bezkręgowców i 32 gatunki kręgowców. Na terenie rezerwatu występują takie rośliny chronione jak: grążel żółty, paprotka zwyczajna, kruszyna pospolita, marzanka wonna, konwalia majowa, kalina koralowa. Jezioro Lubiatówko traktowane jest przez niektóre źródła jako część jeziora Solecko.
Obszar rezerwatu objęty jest ochroną czynną.
Rezerwat położony jest w granicach dwóch obszarów sieci Natura 2000: obszaru specjalnej ochrony ptaków „Puszcza Notecka” PLB300015 oraz specjalnego obszaru ochrony siedlisk „Jeziora Gościmskie” PLH080036.
Do rezerwatu Lubiatowskie Uroczyska przylega od północy rezerwat Czaplenice, natomiast pięć wysp na jeziorze Lubiatówko chroni rezerwat Łabędziniec stanowiący enklawę w rezerwacie Lubiatowskie Uroczyska.

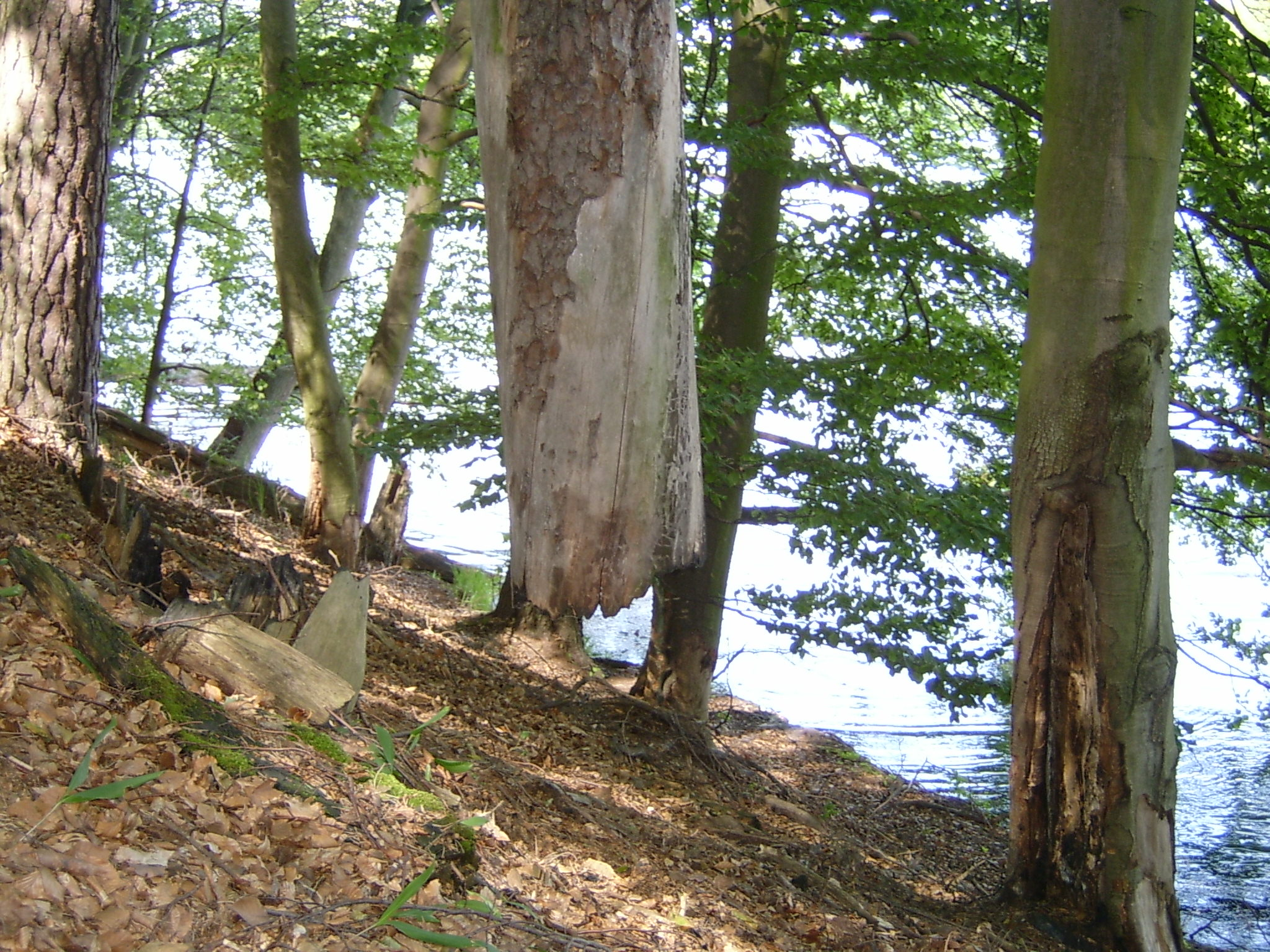
Zwisający konar o średnicy 1 m
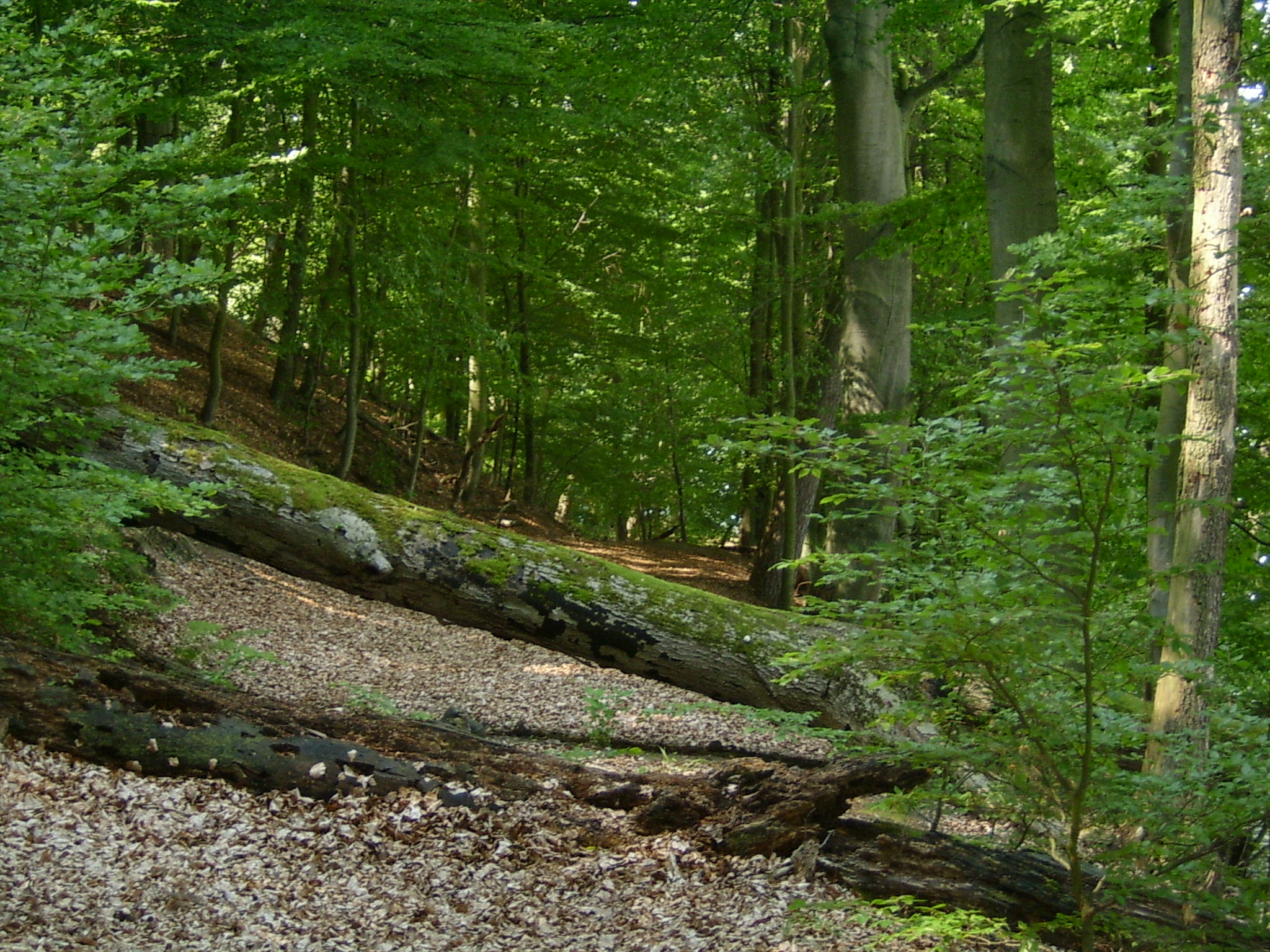
Ścieżka w rezerwacie
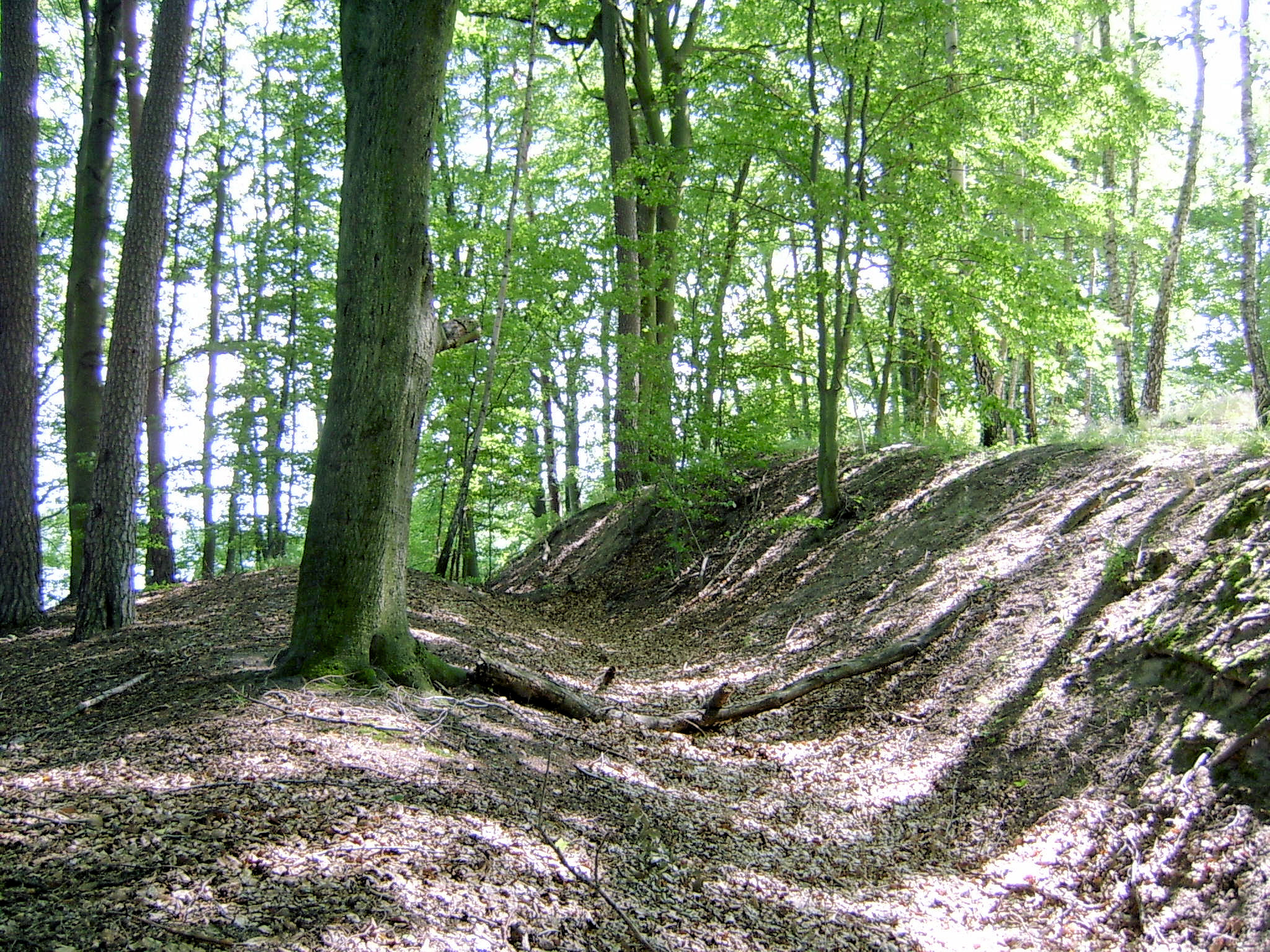
Nad jeziorem Lubiatówko
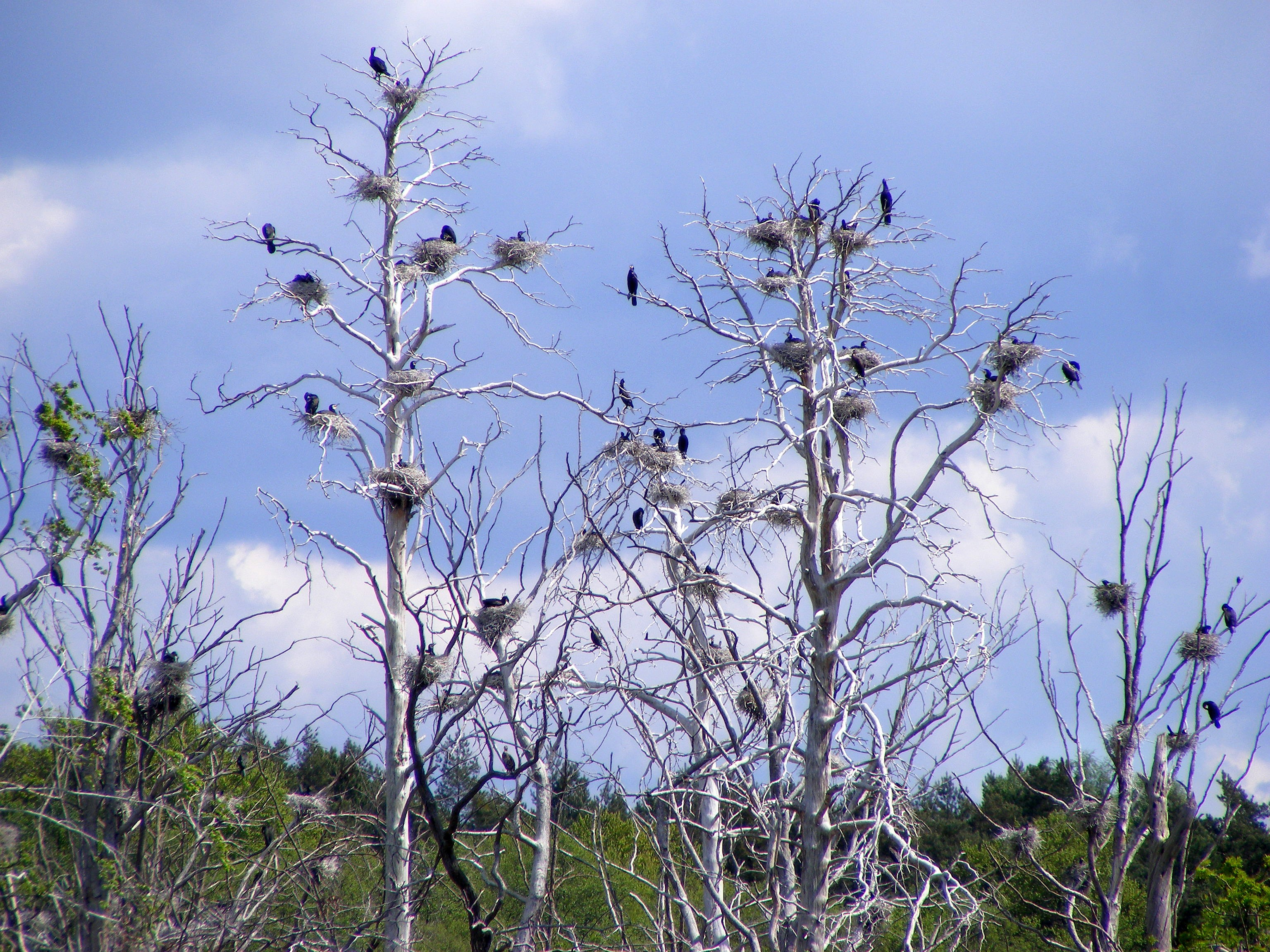
Kolonia kormoranów na jednej z wysp